# Seven (canção)
"Seven" (estilizada em letras minúsculas) é uma canção gravada pela artista musical estadunidense Taylor Swift, presente em seu oitavo álbum de estúdio Folklore (2020), lançado em 24 de julho de 2020 pela Republic Records. Swift co-escreveu a canção com o auxílio de Aaron Dessner, com produção assinada pelo mesmo. "Seven" é uma canção do gênero folk com lirismo nostálgico que mistura perspectivas do presente e do passado, que transmite uma introspecção de Swift sobre sua infância em Wyomissing, Pensilvânia, e relembrando a pureza de seu relacionamento com um velho amigo, e Swift, então com sete anos, incapaz de compreender a violência doméstica que sua amiga sofreu. A canção é liderada pelo registro superior de Swift sobre uma linha de piano ondulante, complementada por violões, bateria e uma variedade de cordas.
"Seven" recebeu críticas positivas da mídia especializada, sendo aclamada pelos críticos por tratar de um tema delicado como o abuso infantil, e elogiaram sua composição experimental e os vocais "brilhantes" de Swift, além dos tons que indicam a estranheza do sujeito. Após o lançamento de Folklore, "Seven" estreou no número trinta e cinco na Billboard Hot 100, no número onze na Rolling Stone e no número sete no US Hot Rock & Alternative Songs, simultaneamente com as outras 15 músicas do álbum.

## Antecedentes e lançamento

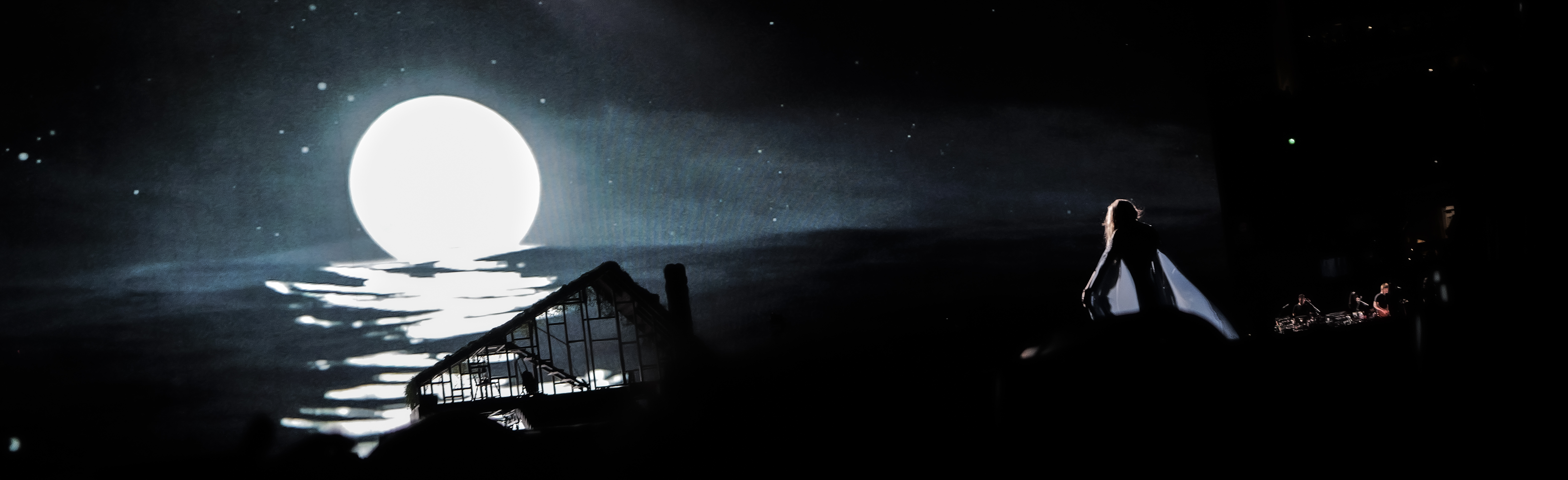
Set de The Folklore Era

Swift concebeu todas as faixas de seu oitavo álbum de estúdio, Folklore, como imagens e visuais de seu subconsciente profundo, resultado de sua imaginação "correndo solta" durante quarentena causada pelo impacto global da pandemia de COVID-19. "Seven" foi a segunda canção que Swift e seu co-escritor e produtor Aaron Dessner escreveram para o álbum, seguindo "Cardigan". Dessner lembrou que "Cardigan" e "Seven" traçaram o roteiro para escrever o resto do álbum. Ele classificou a música como "melancólica e nostálgica", um contraste com seu antecessor "sombrio" e "obscuro" "Mirrorball" e a faixa seguinte "August", que ele considerou a música mais pop do disco. Descrevendo o processo de escrita como "olhar para a infância e para aqueles sentimentos de infância, recontando memórias e memorizando-as", ele identificou a letra "E assim como uma canção folclórica, nosso amor será transmitido" como um momento definidor do Folclore, comemorando a amizade e nostalgia.

## Estrutura musical e conteúdo lírico
"Seven" é uma canção do gênero folk "nostálgica" e "melancólica" que apresenta "a pureza da amizade de infância" sendo arrancada de Swift de sete anos por sua incapacidade de compreender o abuso emocional e físico de sua amiga cometido por seus pais. A canção também descreve os esforços ingênuos da jovem Swift para ajudar sua amiga a escapar da casa abusiva e fugir para a Índia. A canção alterna entre o uso do passado e do presente. A música sugere seu testemunho do abuso e sua incapacidade de impedi-lo em letras como: "E eu queria te contar / Acho que sua casa está mal-assombrada / Seu pai está sempre bravo e deve ser por isso / E eu acho que você deveria vir morar comigo / E podemos ser piratas".
Várias linhas também mostram Swift "prestando homenagem" à inocência de sua infância, relembrando a pureza de seu relacionamento com sua amiga, de quem ela não consegue se lembrar totalmente. Rebecca Karpen, do PopMatters, comparou os temas da nostalgia da infância e a inevitabilidade de crescer com suas canções "Stay Beautiful" e "Mary's Song (Oh My My My)" de seu álbum de estreia autointitulado (2006), "The Best Day", do Fearless (2008), "Never Grow Up", do Speak Now (2010) e a canção de caridade "Ronan" (2012). Eric Mason, do Slate, destacou as imagens de verão da música, comparando-as com "August" e "Betty".

## Recepção crítica
"Seven" recebeu críticas positivas dos críticos especializados. Rebecca Karpen, do PopMatters, descreveu a canção como "comovente" e achou sua narrativa "horrível", afirmando que a fez "chorar no meio da Park Avenue em plena luz do dia". Jon Caramanica, do The New York Times, descreveu a canção como "intrigante" com os vocais "etereamente brilhantes" e a experimentação com variação de tom. A crítica de Rob Sheffield, na Rolling Stone, aprovou a mudança de Swift em sua narrativa autobiográfica tradicional, em vez de favorecer "deixar esses personagens contarem suas próprias histórias". Sheffield classificou-a como sua décima nona melhor canção no catálogo de Swift naquela época (de 173 no total), elogiando o "mistério que fica mais confuso com o qual ela [tenta] conviver". Katherine Rodgers, do The Quietus, disse que "a voz esganiçada de Swift lutou pelo domínio sobre várias camadas complicadas de melodia intrincada".
A crítica do New Statesman, Anna Leszkiewicz, definiu a canção como "uma hábil elegia à inconsciência perdida da infância". Em uma crítica publicada no The Guardian, Laura Snapes descreveu a perda de inocência retratada em "Seven" e o auto-interrogatório que ela reflete como "devastadores". O jornalista musical Robert Christgau preferiu os temas juvenis de "Seven" às canções mais maduras do álbum. Max Heilman, da Riff Magazine, elogiou a abordagem indie folk de Swift para a narrativa e sua dinâmica vocal em "Seven". Outros elogiaram a letra "Então você não terá que chorar / Ou se esconder no armário" por suas alusões à estranheza de sua amiga. Carl Wilson, da Slate, opinou que "escrever sobre abuso infantil com essa leveza de toque é uma façanha". 
Diversos críticos apontaram a canção como o grande destaque no Folklore. Roison O'Connor a escolheu como a "canção mais comovente do álbum". Embora reconhecendo a mudança de Swift em sua música pop anterior, Jody Rosen, do Los Angeles Times, descreveu "Seven" como uma faixa nostálgica básica, comparando-a com seu trabalho anterior narrando amizade de infância. Rosen escolheu-o como "possivelmente o momento mais bonito do álbum" e destacou os temas feministas na letra "Antes de aprender a civilidade / eu gritava ferozmente / Sempre que queria".  Em uma mesa redonda de críticos da NPR, Ann Powers, escolheu "Seven" como destaque no Folklore, argumentando que definia a teia de memória subjacente do Folklore.

## Desempenho comercial
Após o lançamento de Folklore, "Seven" estreou na posição trinta e cinco na parada Billboard Hot 100 ao lado das outras quinze faixas do álbum e no número onze da Rolling Stone. Além disso, a canção estreou em sétimo lugar na parada Billboard Hot Rock & Alternative Songs.

## Uso na mídia
"Seven" foi tocado durante os créditos finais do filme dramático Summering (2022). A canção também é tocada no episódio final da segunda temporada da série de televisão britânica Heartstopper.